# Phayre-Gleithörnchen
Das Phayre-Gleithörnchen (Hylopetes phayrei) ist eine Hörnchenart aus der Gattung der Pfeilschwanz-Gleithörnchen (Hylopetes). Es kommt in Südostasien vom Süden der Volksrepublik China bis nach Vietnams vor.

## Merkmale
Das Phayre-Gleithörnchen erreicht eine Kopf-Rumpf-Länge von 14,4 bis 17,3 Zentimetern, der Schwanz erreicht eine Länge von 12,8 bis 15,9 Zentimetern und ist damit fast so lang wie der Restkörper. Der Hinterfuß wird 32 bis 35 Millimeter lang, das Ohr erreicht eine Länge von 23 bis 25 Millimetern. Das Gewicht liegt zwischen 110 und 170 Gramm. Es ist damit das kleinste Flughörnchen in China und deutlich kleiner als das Schwarzweiß-Gleithörnchen (Hylopetes alboniger), mit dem es sich in seinem Verbreitungsgebiet überlappt.
Die Färbung der Tiere ist auf der Rückenseite rötlich-braun. Die Bauchseite ist weiß mit einem Gelbstich und die Kehle ist weiß, von dort zieht sich die helle Farbe als Grauton über die Wangen bis hinter die Ohren. Anders als beim Schwarzweiß-Gleithörnchen besitzt es keine kleinen schwarzen Haarbüschel an den Ohren und der Schwanz ist deutlich abgeflacht.
Die Paukenblase (Bulla tympanica) ist beim Phayre-Gleithörnchen groß ausgebildet und macht mehr als 20 % der Gesamtschädellänge aus, während sie beim Schwarzweiß-Gleithörnchen grundsätzlich weniger als 20 % ausmacht.

## Verbreitung

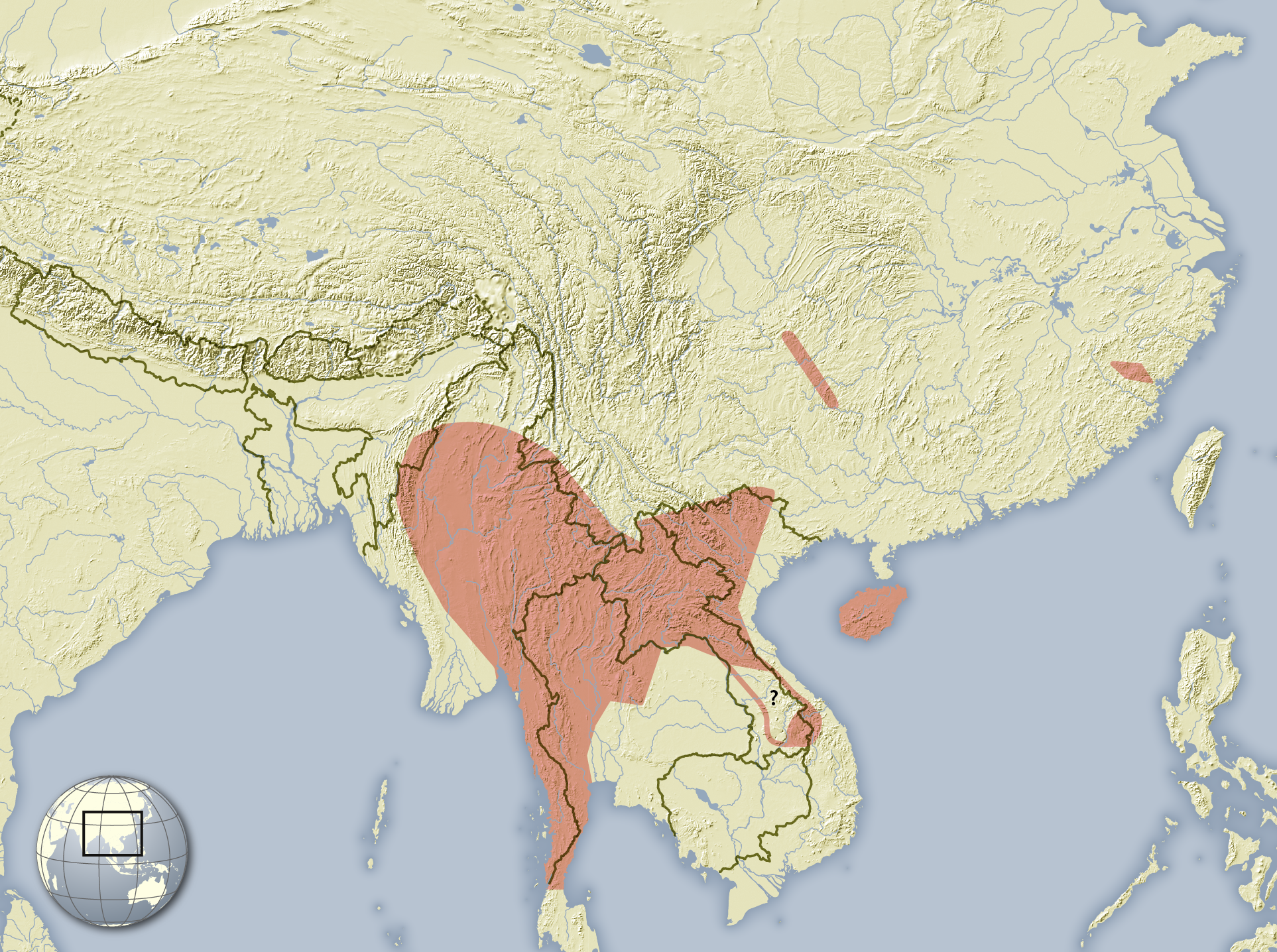
Verbreitungsgebiete des Phayre-Gleithörnchens

Das Phayre-Gleithörnchen kommt in Südostasien vom Süden der Volksrepublik China bis nach Myanmar, den Norden Thailands und Laos bis in den Nordwesten Vietnams vor, allerdings wurde die Art in Laos historisch nicht bestätigt und ist damit unsicher. In China ist es auf der Insel Hainan sowie in den Provinzen Guizhou, Guangxi und Fujian anzutreffen.
Die Höhenverbreitung liegt in der Regel in Höhen bis 1500 Metern in Bergwäldern und Mischwäldern der geringeren Höhen.

## Lebensweise
Das Phayre-Gleithörnchen ist streng baumlebend und nachtaktiv. Den Tag verbringt das Flughörnchen in Baumhöhlen und hohlen Bäumen, während es nachts auf Nahrungssuche geht, wobei es sich vor allem von Früchten, auch angebauten Früchten, ernährt.
Auf Hainan lebt das Phayre-Gleithörnchen teilweise sympatrisch mit dem Schwarzweiß-Gleithörnchen.

## Systematik
Das Phayre-Gleithörnchen wird als eigenständige Art innerhalb der Gattung der Pfeilschwanz-Gleithörnchen (Hylopetes) eingeordnet, die aus neun Arten besteht. Die wissenschaftliche Erstbeschreibung stammt von Edward Blyth aus dem Jahr 1859, der ein Individuum aus dem Gebiet von Rangun im heutigen Myanmar beschrieb.
Innerhalb der Art gibt es nach Wilson & Reeder 2005 neben der Nominatform Hylopetes p. phayrei mit Hylopetes p. electilis eine weitere Unterart, die endemisch auf Hainan vorkommt.

## Status, Gefährdung und Schutz
Das Phayre-Gleithörnchen wird aufgrund des großen Verbreitungsgebiets und der angenommen großen Bestände von der International Union for Conservation of Nature and Natural Resources (IUCN) als nicht gefährdet (least concern) eingeordnet. Konkrete Angaben über Bestandszahlen und potenzielle Gefährdungsursachen sind nicht bekannt.

## Belege
1. 1 2 3 4 5 6 7  Robert S. Hoffmann, Andrew T. Smith: Indochinese Flying Squirrel. In: Andrew T. Smith, Yan Xie: A Guide to the Mammals of China. Princeton University Press, Princeton NJ 2008, ISBN 978-0-691-09984-2, S. 176.
2. 1 2 3 4  Richard W. Thorington Jr., John L. Koprowski, Michael A. Steele: Squirrels of the World. Johns Hopkins University Press, Baltimore MD 2012; S. 101–102. ISBN 978-1-4214-0469-1
3. 1 2 3  Hylopetes phayrei in der Roten Liste gefährdeter Arten der IUCN 2013.2. Eingestellt von: J.W. Duckworth, B. Lee, R.J. Tizard, 2008. Abgerufen am 29. Mai 2014.
4. 1 2 3  Hylopetes phayrei In: Don E. Wilson, DeeAnn M. Reeder (Hrsg.): Mammal Species of the World. A taxonomic and geographic Reference. 2 Bände. 3. Auflage. Johns Hopkins University Press, Baltimore MD 2005, ISBN 0-8018-8221-4.